# كارلوس ساينز جونيور
كارلوس ساينز جونيور (بالإسبانية: Carlos Sainz) مواليد 1 سبتمبر 1994 في مدريد، هو سائق فورملا 1 إسباني. وإبن سائق الفورملا السابق الفائز ببطولة العالم للراليات مرتين، كارلوس ساينز. كان أول سباق فورملا1 له هو سباق الجائزة الكبرى الأسترالي 2015.

## سباقات شارك فيها
شارك كارلوس في 185 سباق، منها:
- بطولة العالم للكارتينغ
- بطولة فورمولا 3 البريطانية

## روابط خارجية
- كارلوس ساينز جونيور على موقع Racing-Reference.info (الإنجليزية)
- كارلوس ساينز جونيور على موقع DriverDB.com (الإنجليزية)
- كارلوس ساينز جونيور على موقع AS.com (الإسبانية)